# Germaine Waton de Ferry
Germaine Waton de Ferry (15 octobre 1885-18 mars 1956) est une félibresse écrivant en langue d'oc.

## Biographie
Germaine de Ferry, née à Riez, a vécu après son mariage à Chorges. Elle a créé en 1932 L’escola de la Valèia (avec Raoul Abbès, Jean-Louis Rebattu...).

## Œuvres
- La Pastourala de la Valèia, 1932
- Chants de la Valèia, 1941, 62 p.
- Benoita, Poème gavot en dialecte provençal de la vallée de l'Ubaye, Maison Aubanel père, Avignon, 1954
- Lous bouens plats de la Valèia Deux poèmes en provençal, avec traduction. Bulletin de la Société d'études des Hautes-Alpes, no 53, 1961. Lire en ligne

## Postérité
- L'avenue "Waton de Ferry" à Barcelonnette porte son nom.
- Hommage à Germaine Waton de Ferry ; Bulletin de la Société d'Études des Hautes Alpes , 1964